# Nephthea cupressiformis
Nephthea cupressiformis är en korallart som beskrevs av Kükenthal 1903. Nephthea cupressiformis ingår i släktet Nephthea och familjen Nephtheidae. Inga underarter finns listade i Catalogue of Life.